# Frèdol de Narbona
Frèdol o Fredold o Fredald fou arquebisbe de Narbona vers 855 a 872.
En data no coneguda però vers el 855 o poc abans va succeir a Berari. El 15 de febrer del 856 el rei Carles el Calb que era a Quierzy, va concedir un diploma a l'església de Narbona representada per Berari, a proposta del marquès Odalric de Gòtia, en el qual concedia diverses terres a Narbona i Rasès entre altres el lloc de Cazouls prop de la riba d'Orb (en direcció a Besiers), i terres a Ventenac i Sant Sadurní. Odalric és anomenat com a marquès i comte.
Va morir vers el 872 i el va succeir Sigebud.